# Фолл-Ривер (округ)
Фолл-Ривер (англ. Fall River County) — округ в штате Южная Дакота, США. Образован в 1883 году. По состоянию на 2012 год численность населения составляла 6971 человек.

## География
По данным Бюро переписи США общая площадь округа равняется 4530 км2, из которых 4506 км2 — суша и 24 км2 или 0,53 %, — водоёмы.

## Население
По данным переписи населения 2000 года в округе проживает 7 453 жителей в составе 3 127 домашних хозяйств и 1 976 семей. Плотность населения составляет 2,00 человека на км2. На территории округа насчитывается 3 812 жилых строений, при плотности застройки около 1,00-го строения на км2. Расовый состав населения: белые — 90,51 %, афроамериканцы — 0,32 %, коренные американцы (индейцы) — 6,05 %, азиаты — 0,23 %, гавайцы — 0,05 %, представители других рас — 0,30 %, представители двух или более рас — 2,54 %. Испаноязычные составляли 1,74 % населения.
В составе 23,70 % из общего числа домашних хозяйств проживают дети в возрасте до 18 лет, 50,90 % домашних хозяйств представляют собой супружеские пары, проживающие вместе, 8,50 % домашних хозяйств представляют собой одиноких женщин без супруга, 36,80 % домашних хозяйств не имеют отношения к семьям, 32,70 % домашних хозяйств состоят из одного человека, 14,60 % домашних хозяйств состоят из престарелых (65 лет и старше), проживающих в одиночестве. Средний размер домашнего хозяйства составляет 2,23 человека, и средний размер семьи 2,82 человека.
Возрастной состав округа: 22,80 % моложе 18 лет, 5,80 % от 18 до 24, 20,60 % от 25 до 44, 28,30 % от 45 до 64 и 28,30 % от 65 и старше. Средний возраст жителя округа 46 лет. На каждые 100 женщин приходится 109,80 мужчин. На каждые 100 женщин старше 18 лет приходится 103,80 мужчин.
Средний доход на домохозяйство в округе составлял 29 631 USD, на семью — 37 827 USD. Среднестатистический заработок мужчины был 30 646 USD против 20 017 USD для женщины. Доход на душу населения составлял 17 048 USD. Около 7,80 % семей и 13,60 % общего населения находились ниже черты бедности, в том числе — 18,90 % молодежи (тех, кому ещё не исполнилось 18 лет) и 9,80 % тех, кому было уже больше 65 лет.